# Aleiodes assateaguenus
Aleiodes assateaguenus – gatunek błonkówki z rodziny męczelkowatych.

## Taksonomia
Gatunek został opisany w roku 2009 przez Josepha C. Fortiera. Holotyp (larwa samicy pasożytująca na gąsienicy Semiothisa aemulataria) został odłowiony 6 sierpnia 1996 w Hrabstwie Prince George’s w stanie Maryland i wyhodowany 29 tego samego miesiąca. Epitet gatunkowy honoruje Algonkinskie plemię Assateague, zamieszkujące kiedyś wybrzeże Atlantyku od Wirginii po Delaware.

## Zasięg występowania
Notowany tylko w stanie Maryland w USA.

## Budowa ciała
Samica.
Długość ciała wynosi 3,6 – 4,2 mm, zaś rozpiętości przednich skrzydeł 3,3 mm. Przyoczka małe do średnich, odległość przyoczka bocznego od oka jest równa lub nieco większa od jego średnicy. Pole malarne o długości nieco większej niż szerokość podstawy żuwaczek i mniejszej niż połowa średnicy oka. Nadustek nieco wydęty. Wgłębienie gębowe małe, okrągłe, o wysokości równej bądź nieco większej od wysokości nadustka i szerokości nieco mniejszej od szerokości podstawy żuwaczek. Żeberko potyliczne niekompletne na ciemieniu. Twarz skórzasta. Biczyk czułka składa się z 42 segmentów, wszystkie o długości znacznie większej od średnicy. Przedtułów przedzielony po bokach bruzdą o nierównej powierzchni, połyskliwie-bruzdkowany w tylnej części boków i połyskliwy w przedniej. 
Tarcza śródplecza skórzasta. Notaulix głębokie, dobrze widoczne, silnie bruzdkowane. Mezopleuron silnie punktowany w obszarze przed bruzdą przedbiodrową, z centralną tarczką punktowaną na przednim brzegu i bruzdkowaną poniżej bruzdy podskrzydłowej, poza tym gładką;  bruzda przedbiodrowa szeroka, skórzasta, z nieznacznym żeberkowaniem. Pozatułów grudkowany, żeberko środkowe kompletne. Pierwszy  tergit metasomy bruzdkowano-siatkowany, drugi grudkowany, trzeci grudkowano-siatkowany z żeberkiem środkowym kończącym się w jego tylnej ćwiartce, czwarty grudkowano-siatkowany słabo wygrzbiecony, pokrywa wszystkie pozostałe tergity. Pazurki stopy małe, o długości mniejszej niż połowa średnicy końca ostatniego tarsomeru, pozbawione gęstej szczeciny. Biodra środkowych nóg bez rzeźbienia od góry. W przednim skrzydle żyłka r krótka, ma ona długość 0,5–0,6 żyłki 3RSa, żyłka 1CUa ma długość 0,3 żyłki 1CUb. W tylnym skrzydle żyłka RS lekko falista, żyłka 1r-m ma 0,7 długości żyłki 1M, zaś 1M 0,7 długości żyłki M+CU. Żyłka m-cu nieznacznie pigmentowana bądź niepigmentowana, o długości 0,6-0,7 żyłki 1r-m.
Głowa żółta z wyjątkiem czarnego obszaru między przyoczkami. Czułki czarne z wyjątkiem częściowo żółtego trzonka czółka i żółtego annelusa. Żuwaczki żółte. Przedtułów żółty, czasem przydymiony u góry. Tarcza śródplecza czarno - żółtopomarańczowa bądź czarna. Mezopleuron dwukolorowy po bokach, brzuch czarny. Metapleuron i pozatułów czarne. Metasomoa czarna z wyjątkiem ciemnopomarańczowego brzegu wierzchołka pierwszego tergitu i również ciemnopomarańczowego tergitu drugiego. Przednie dwie pary nóg żółte z wyjątkiem czarnych stóp; w tylnych nogach biodro i krętarz żółte, udo żółtopomarańczowe z wyjątkiem czarnej końcówki, goleń] i stopa czarne. Skrzydła szkliste. Pterostygma i użyłkowanie skrzydeł ciemnobrązowe.
Samiec toaki sam jak samica z wyjątkiem większej ilości czerni między przyoczkami, na tarczy śródplecza i mezopleuronie.

## Biologia i ekologia
Gatunek ten jest parazytoidem ciem z rodziny miernikowcowatych. Wyhodowano go gąsienic Semiothisa aemulataria (żerującej na klonie jesionolistnym) i Semiothisa gnophosaria (żerującej na klonie czerwonym).